# Venă scapulară dorsală
Vena scapulară dorsală este o venă care însoțește artera scapulară dorsală. De obicei, se varsă în vena subclaviculară, dar se poate varsa și în vena jugulară externă. 